# Henri-Louis Bayard
Pour les articles homonymes, voir Bayard.
Henry Louis Benjamin Bayard, né le 9 mai 1812 à Paris et mort le 12 octobre 1852 au château de Cussé, est un médecin légiste. Il était co-éditeur des Annales d'hygiène publique et de médecine légale.

## Biographie
Il est le fils de François Bayard (1774-1850), inspecteur des Domaines et de l'Enregistrement, et d'Antoinette Davy de Cussé. Il est reçu docteur en médecine le 26 août 1836. Il a étudié la médecine légale sous le patronage d'Ollivier d'Angers. Il en devient le collègue et le successeur comme médecin légiste. Il était marié à l'une des filles du docteur Pierre Espiaud.
Il est inspecteur-adjoint de la vérification des décès de la ville de Paris, médecin du bureau de bienfaisance du IVe arrondissement de Paris, médecin expert près les tribunaux, professeur particulier de médecine légale, membre de la Société de médecine légale du Grand-Duché de Bade, des Sociétés de médecine de Marseille et de Stockholm.

### Réalisations scientifiques
Il rédige un grand nombre de travaux et de mémoires sur l'objet habituel de ses études et sur l'hygiène publique. Estimé auprès des magistrats, une carrière scientifique brillante et des travaux estimés lui font espérer un avenir brillant, stoppés net par la Révolution française de 1848.
Membre du comité de rédaction des Annales d'hygiène et de médecine légale, Bayard y a écrit de nombreux articles, soit seul, soit en collaboration avec son maître Ollivier d'Angers, le chimiste J.-B. Chevallier, de l'Académie de médecine, Auguste Ambroise Tardieu, ses co-experts.
Les réalisations scientifiques les plus remarquables de Bayard étaient dans le domaine de la microscopie. Bien qu'Antoni van Leeuwenhoek ait d'abord observé et identifié les cellules de sperme au XVIIe siècle, l'utilisation de l'analyse de sperme dans la science médico-légale conduisait à beaucoup d'erreurs, avec de nombreuses techniques pratiquées et aucun critère uniforme pour l'acceptation ou le rejet de conclusions. Les recherches de Bayard en microscopie ont conduit à la première procédure fiable pour la détection basée sur l'analyse de sperme. Bayard a donc largement contribué à leur utilisation dans les affaires pénales.

### Hydrothérapie
Paniqué par la Révolution de 1848[pourquoi ?], et malgré les conseils de ses amis, il se retire en 1849 à Château-Gontier. Il s'y livre à la pratique médicale et s'efforce de développer les eaux minérales ferrugineuses de cette ville, répare l'établissement des thermes de Château-Gontier, dont il était devenu propriétaire, et auquel il donne de l'extension. Il est en outre médecin de l'hôpital Saint-Joseph et du dispensaire.
Il meurt subitement le 12 octobre 1852 d'une apoplexie foudroyante dans sa maison de campagne.

## Publications

### Articles
- « Mémoire sur la police des cimetières », Annales, t. XVIII.
- « Recherches sur l’utéromanie et la nymphomanie », Ibid., t. XVII et XVIII.
- « Mémoire sur l’examen microscopique du sperme desséché, etc. », Ibid., t. XXII.
- « Considérations sur l’infanticide », Ibid., t. XXIV.
- « Travail sur la nécessité des études pratiques en médecine légale », Ibid., t. XXV.
- « Mémoire sur la topographie médicale du IVe arrondissement de Paris recherches historiques et statistiques sur les conditions hygiéniques des quartiers qui composent cet arrondissement », 1 vol. (116 p.). Extrait des "Annales d’hygiène publique et de médecine légale", t. XXVIII, 1re partie, Paris, J.-B. Baillière, 1842
- « Examen des taches qui peuvent être l’objet de recherches médico-légales », Ibid., t. XXIX.
- « Considérations sur le service médical du bureau de bienfaisance du quatrième arrondissement », Ibid., t. XXXe.
- « Recherches médico-légales sur le diagnostic différentiel des ecchymoses par cause interne et par cause externe », Ibid. Mémoire couronné en août 1840 par la Société de médecine légale du Grand-Duché de Bade, et traduit en allemand dans Annalen der StaatsArzneikunde, Friburg en Brisgau, 1841, p. 489.
- « Mémoire sur la topographie médicale des dixième, onzième et douzième arrondissements de Paris », Ibid., t. XXXII.
- « Notice biographique sur Ollivier d’Angers », Ann., t. XXXIV
- « Observation de mort violente sans lésion extérieure », Ibid., t. XXXV.
- « Sur l’avortement provoqué », Ibid., t. XXXVI.
- « Sur les Maladies simulées », Ibid., t. XXXVIII.
- « Appréciation médico-légale de l’action de l’éther et du chloroforme », Ibid., t. XLII.
- « Considérations médico-légales sur l’influence des impressions physiques et morales pendant la grossesse », Ibid.. t. XLVI, 1831.
- « Rapport sur une double asphyxie par la carbonisation de poutres », avec Auguste Ambroise Tardieu, Ibid., t. XXXIV, 1845.

### Ouvrages
- La Nymphomanie peut-elle être une cause d'interdiction, ou les faits qui tendraient à l'établir sont-ils non pertinents? Examen médico-légal de celle question - Essai médico-légal sur l'utéromanie (nymphomanie), in-4. Paris , 25 août 1836.
- Examen microscopique du sperme desséché sur le linge ou sur les tissus de nature et de colorations diverses, J.-B. Baillière , 1839, 47 p.-[1] f de pl. dépl. grav.Mémoire qui a obtenu la médaille d'or du prix de médecine légale proposé pour l'année 1839, par la Société des annales d'hygiène et de médecine légale.
- De la Nécessité des études pratiques en médecine légale, réflexions sur les procès criminels de Peytel et de Mme Lafarge, Paris, J.-B. Baillière , 1840, in-8° , 30 p.
- Manuel pratique de médecine légale, Paris, Germer Baillière, 1843, VIII-529 p.
- d'un travail sur les urines, considérées au point de vue hygiénique et agricole. Bulletin de l'Académie nationale de médecine, t. XV, 1849-1850, p. 944.La Société d'encouragement lui a décerné une médaille d'argent pour cet ouvrage.
- Notice sur les eaux minérales naturelles ferrugineuses et sur l'établissement thermal et d'hydrothérapie de Château-Gontier... , Château-Gontier, Delaplace, 1852, in-8°, 52 p.

## Sources partielles
: document utilisé comme source pour la rédaction de cet article.
- « Henri-Louis Bayard », dans Alphonse-Victor Angot et Ferdinand Gaugain, Dictionnaire historique, topographique et biographique de la Mayenne, Laval, A. Goupil, 1900-1910 [détail des éditions] (BNF 34106789, présentation en ligne).
- Paul Delaunay, Vieux médecins mayennais .
- Bulletin de la Commission historique et archéologique de la Mayenne, 1904.